# Asota plagiata
Asota plagiata (tên tiếng Anh: Two-spots Tiger Moth) là một loài bướm đêm thuộc họ Erebidae. Nó được tìm thấy ở miền bắc half của Úc.
Sải cánh dài 49–58 mm.
Ấu trùng ăn Ficus macrophylla.